# TZ Arietis
Désignations
TZ Arietis est une naine rouge de la constellation du Bélier. Cette étoile est beaucoup trop faible pour être visible à l'œil nu (magnitude apparente de 12,30), bien qu'elle soit relativement proche du Soleil, à une distance de 14,6 années-lumière. C'est une étoile éruptive, ce qui signifie que sa brillance peut augmenter soudainement pendant une courte période de temps.